# Фучина Нуова (Бреша)
Фучина Нуова је насеље у Италији у округу Бреша, региону Ломбардија.
Према процени из 2011. у насељу је живело 27 становника. Насеље се налази на надморској висини од 351 м.